# 秀全中學
秀全中学是中國廣東省广州市一所中學，位于花都区。建于1970年8月，為原花縣五七幹校場地、房舍改建，稱五七中學，1980年為紀念洪秀全更名为秀全中学。2016年9月1日搬入新校区。

## 校区变化史
老校区位于广东省广州市花都区秀全大道66号，现为广州市花都区秀全外国语学校地址，占地面积71200平方米，建筑面积47100平方米。
2007年花都区委、区政府為了人才培養與未来发展，决定兴建秀全中学新校区，并于2015年将该项工程列为花都区十大民生工程之一。2013年列入广州市重大投资项目，总建筑面积约185318平方米。建设工期:2012-2014，总投资：65800万元。
2016年9月1日，学生逐步搬入新校区。全部建成将是广州市面积最大、投资最多的一所高中。新校區實施全面住宿，依大學模式管理，讓學生未來快速適應大學生活。